# Wahiba Sands

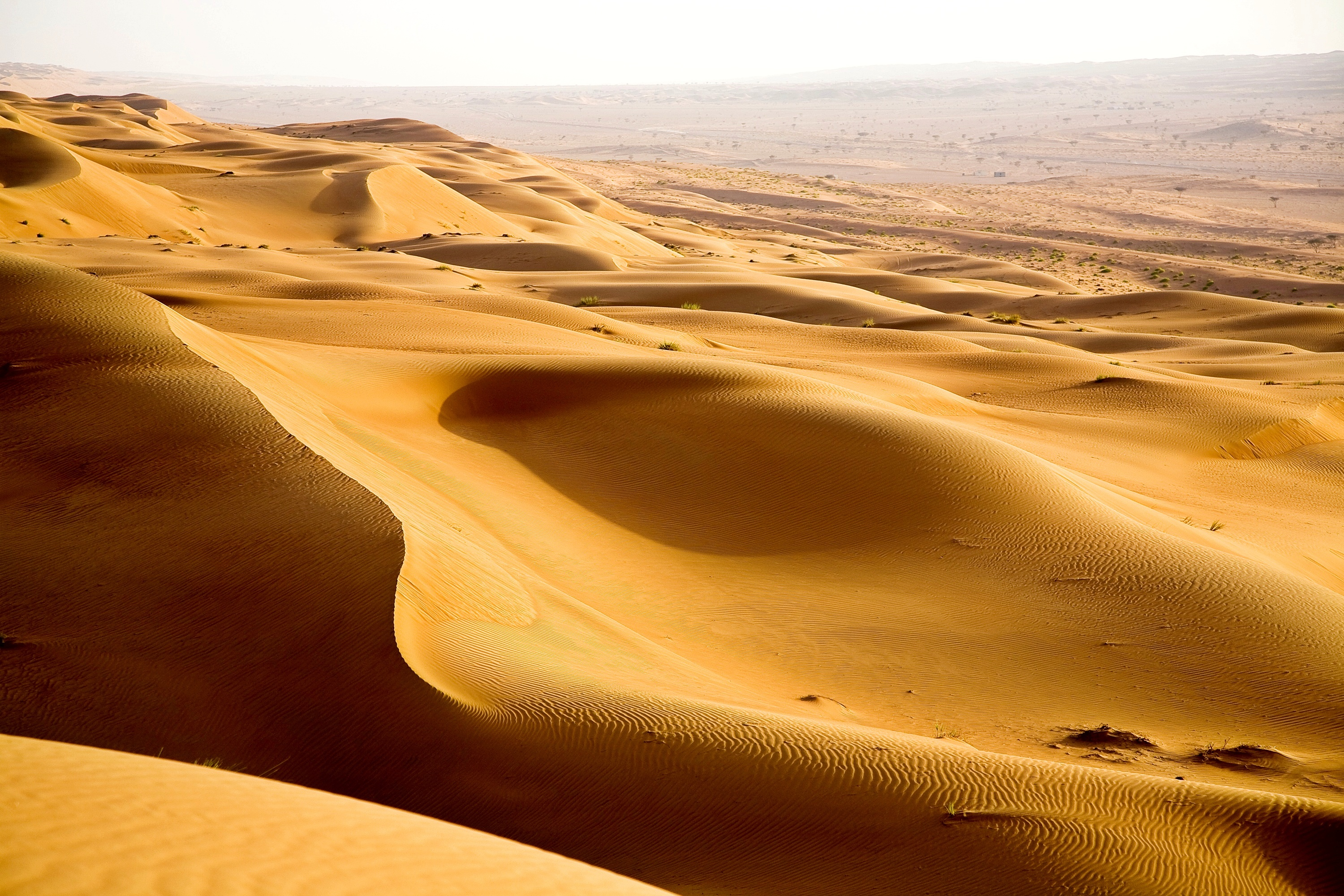
Wahiba Sands

Les Wahiba Sands, ou Ramlat al-Wahiba, ou Sharqiya Sands, sont une région désertique d'Oman, d'après le nom de la tribu Wahiba. 
La zone s'étend sur 180 kilomètres nord-sud et 80 km est-ouest, sur une superficie d'environ 12 500 km2. 
En 1986, la Royal Geographical Society y organise une grande expédition, pour documenter la diversité des terrains, la flore et la faune. 

## Géologie

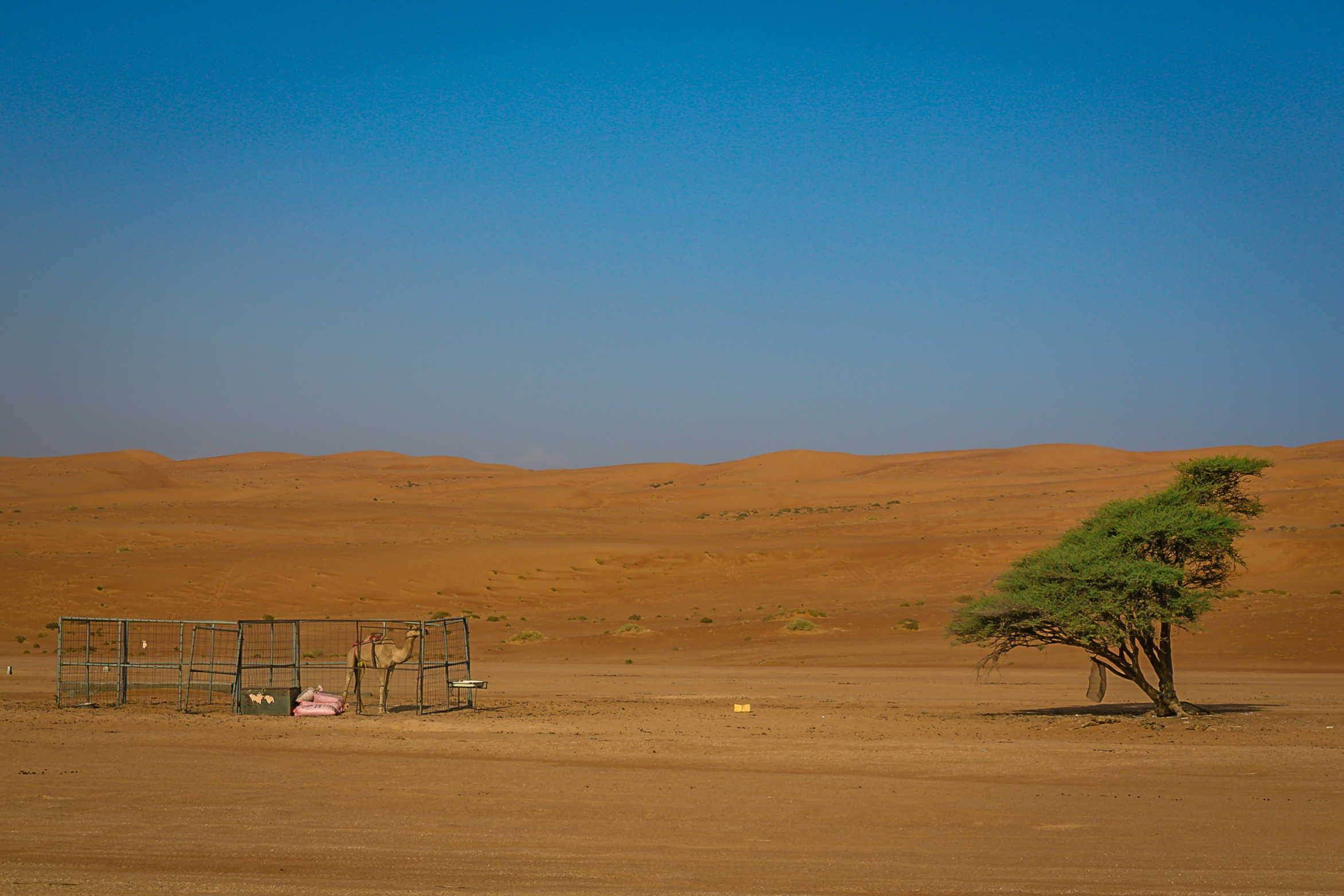
Un dromadaire encagé dans les Wahiba Sands. Octobre 2017.

La formation de ce désert remonte au quaternaire, et résulte des conflits des vents contraires de la mousson du sud-ouest et de l'alizé du nord-est Shamal.
D'après les types de dunes, on divise la région en deux : 
- la Wahiba haute, avec des systèmes de méga-crêtes de sable, orientés nord-sud, supposés formés par la mousson. Celles du nord, datant d'après la dernière glaciation régionale, atteignent une altitude de 100 mètres.
- la Wahiba basse, aux dunes plus mesurées.

Les limites nord et ouest du désert sont délimitées par les systèmes fluviaux du Wadi Batha et du Wadi Andam. 
Le sable de surface recouvre une ancienne couche de sable de carbonate cimenté. 
Les alluvions supposées provenir de l'oued Batha, au paléolithique, ont été déposées dans le désert central à 200 mètres sous la surface interdunaire. 
L'érosion éolienne est supposée avoir contribué à la création d'une plaine proche au sud-ouest.

## Faune et flore
Selon le rapport suivant l'expédition de la Royal Geographical Society en 1986, on note 16 000 invertébrés, 200 espèces d'animaux sauvages, avifaune comprise, et 150 espèces en flore indigène.

## Habitants

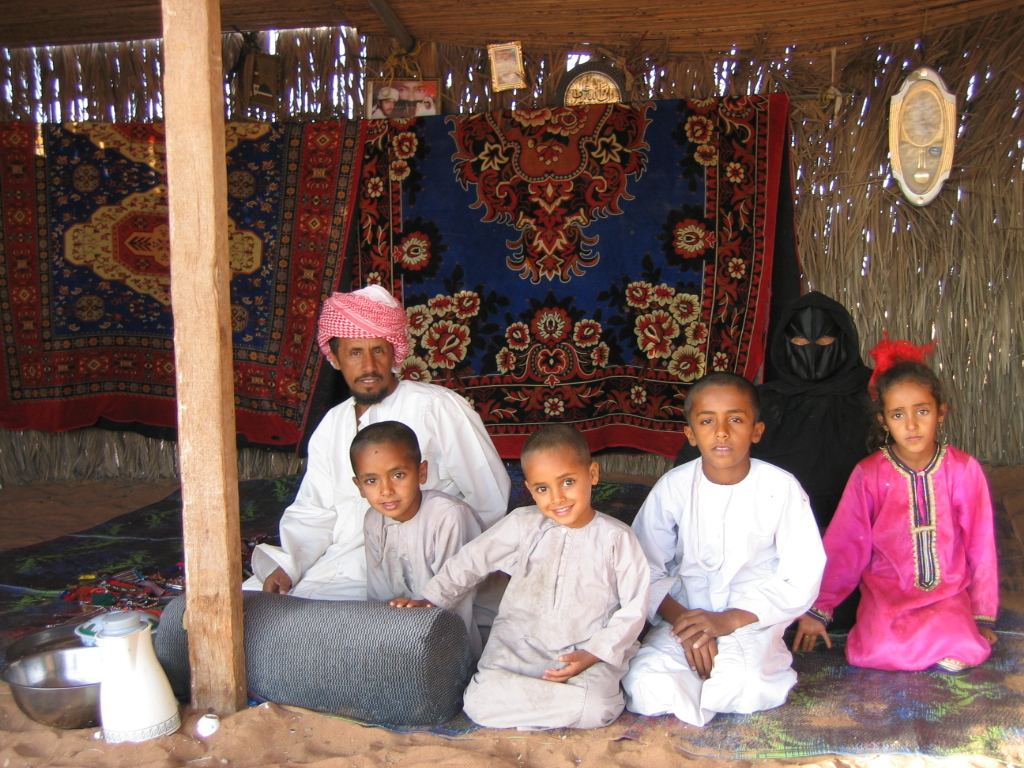
Famille bédouine de Wahiba Sands

La zone est occupée par des Bédouins, qui se concentrent à Al Huyawah, une oasis près de la limite du désert, entre juin et septembre, pour cueillir les dattes. Au moment de l'expédition de la Royal Geographical Society, ce rassemblement comprenait principalement des gens de la tribu al-Wahiba (ou Yal Wahiba), d'où le nom tire son origine, les al-Amr, les 'al-Bu-Isa, les Hikman, Hishm et Janâba.